# (1920) Sarmiento
(1920) Sarmiento es un asteroide perteneciente al cinturón interior de asteroides descubierto por James Gibson y Carlos Ulrrico Cesco desde el observatorio El Leoncito, Argentina, el 11 de noviembre de 1971.

## Designación y nombre
Sarmiento se designó inicialmente como 1971 VO.
Más tarde fue nombrado por el político y presidente argentino Domingo Faustino Sarmiento (1811-1888).

## Características orbitales
Sarmiento orbita a una distancia media del Sol de 1,93 ua, pudiendo acercarse hasta 1,726 ua y alejarse hasta 2,134 ua. Tiene una inclinación orbital de 22,8° y una excentricidad de 0,1055. Emplea 979,2 días en completar una órbita alrededor del Sol.
Sarmiento forma parte del grupo asteroidal de Hungaria.